# Illyricum sacrum
Illyricum Sacrum es una obra enciclopédica de la historia eclesiástica ilírica publicada entre los años 1751 y 1819.
Está organizada en ocho volúmenes, que suman en total 5.500 páginas escritas en latín. 
Fue concebida inicialmente por Filippo Riceputi, que desde 1722 trabajó en colaboración con Daniele Farlati; tras la muerte del primero en 1742, Farlati continuó y amplió la obra, publicando en Venecia en 1751 el primer tomo, que incluye una descripción de Iliria y la historia de la iglesia de la antigua Salona; a lo largo de los años siguientes sacó el segundo, continuación cronológica del anterior hasta la destrucción de Salona; el tercero, sobre la iglesia de Split; y el cuarto sobre las sufragáneas de ésta. 
Habiendo fallecido Farlati en 1773, su ayudante Giovanni Giacomo Coleti sacó a la luz el quinto tomo que había dejado preparado acerca de la iglesia de Zadar, y compuso el sexto, sobre las diócesis de Dubrovnik y Kotor; el séptimo sobre las de Albania, Sirmia y Panonia; y el octavo sobre los obispados de Bulgaria, Macedonia y Serbia. 
Noventa años después del último tomo, Frane Bulić publicó el que se considera noveno, con adiciones y correcciones a los anteriores.
- Tomo I - Ecclesia Salonitana, ab ejus exordio usque ad saeculum quastum aerae Christianae (1751).
- Tomo II - Ecclesia Salonitana, a quarto saeculo aerae Christianae usque ad excidium Salonae (1753).
- Tomo III - Ecclesia Spalatensis olim Salonitana (1765).
- Tomo IV - Ecclesiae suffraganeae metropolis Spalatensis (1769).
- Tomo V - Ecclesia Jadertina cum suffraganeis, et ecclesia Zagabriensis (1775).
- Tomo VI - Ecclesia Ragusina cum suffraganeis, et ecclesia Rhiziniensis et Catharensis (1800).
- Tomo VII - Ecclesia Diocletana, Antibarensis, Dyrrhachiensis, et Sirmiensis cum earum suffraganeis (1817).
- Tomo VIII - Ecclesiae Scopiensis, Sardicensis, Marcianopolitana, Schridensis et Ternobensis cum earum suffraganeis (1819).
- Accessiones et correctiones all'Illyricum sacrum del P. D. Farlati (1909).